# Jens Johansson
Jens Ola Johansson (* 2. listopadu 1963 Stockholm, Švédsko) je švédský klávesista a pianista, člen kapel Stratovarius a Rainbow. Je známý pro svůj rychlý styl hraní s neoklasicistními a jazzovými prvky.

## Život
Johansson uvádí, že jeho styl hraní výrazně ovlivnili klasičtí rockoví klávesisté jako Don Airey, Eddie Jobson či Jon Lord. Hrával v jazz fuzionové kapele Slem, ze které však v roce 1982 odešel. V roce 1983 začal hrát ve švédské metalové skupině Silver Mountain, kde v té době hrával jeho bratr, bubeník Anders Johansson. Jens hrál v letech 1989–1990 také ve skupině Dio.
V roce 1993 spoluzaložil blues metalovou skupinu The Johansson Brothers, která vydala stejnojmenné debutové album a v roce 1996 další album, Sonic Winter, tentokrát s jinou sestavou a pod jménem pouze „Johansson“. Poslední album skupiny, s názvem The Last Viking, vyšlo v roce 1999.
Po odchodu Kevina Moora z kapely Dream Theater šel Johansson na konkurz, kapela se však nemohla rozhodnout, proto Johansson odstoupil a na konci roku 1995 nahradil ve finské powermetalové skupině Stratovarius dosavadního klávesistu, kterým byl Antti Ikonen. Stalo se tak před začátkem nahrávání šestého studiového alba s názvem Visions, na kterém s kapelou nahrál jednu z jejich nejznámějších skladeb, „Black Diamond“.

## Nástroje
V průběhu své kariéry používal Johansson mnoho druhů kláves a syntezátorů. Jako své oblíbené uvádí Kong Polysic, Yamaha DX7, sérii Oberheim Matrix a Roland JV-1080.